# التصحر في الوطن العربي
التصحر في الوطن العربي (بالإنجليزية: desertification in the Arab world)‏ يشير إلى عملية تدهور الأراضي وتحولها إلى صحارى في منطقة الوطن العربي. يعد التصحر تحدياً بيئياً خطيراً يؤثر سلباً على الحياة البشرية والنظم البيئية في المنطقة.

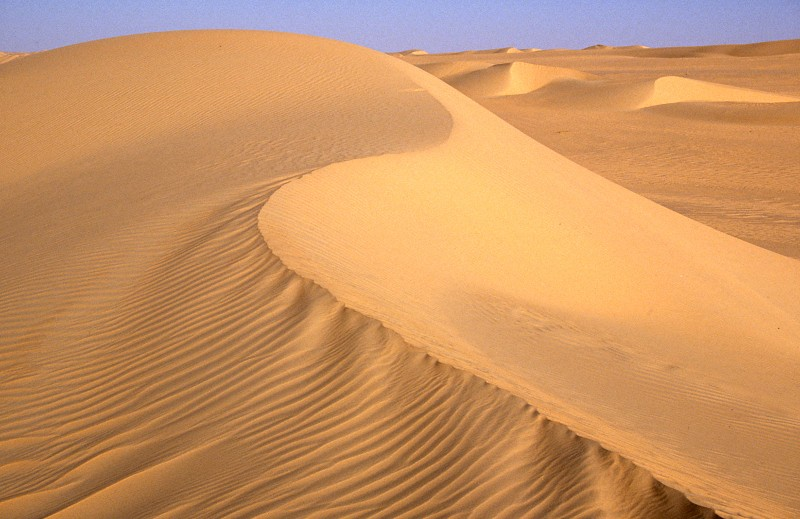
صورة تمثل الصحراء

### أسباب التصحر
تعد عدة عوامل مساهمة في تفاقم ظاهرة التصحر في الوطن العربي، ومنها:
1. نقص الموارد المائية: تعتبر المياه مصدرا حيويا للنباتات والحيوانات والبشر، وتقلص الموارد المائية يؤدي إلى تدهور التربة وفقدان التنوع البيولوجي.

1. تغير المناخ: يؤثر تغير المناخ على النمط الهطولي للأمطار ودرجات الحرارة، مما يزيد من جفاف الأراضي ويسهم في زيادة التصحر.
2. الاستخدام غير المستدام للأراضي: يشمل زراعة غير ملائمة واحتجاز غير فعال للمياه وإفراط في الرعي، مما يؤدي إلى نضوب الموارد الطبيعية وتدهور التربة.

### تأثير التصحر
تترتب على التصحر تأثيرات واسعة النطاق تشمل:
- فقدان التنوع البيولوجي: يؤدي التصحر إلى انخفاض التنوع البيولوجي وتراجع أعداد النباتات والحيوانات المتكيفة مع البيئات القاحلة.
- تدهور الموارد المائية: يؤدي التصحر إلى نقص المياه الجوفية وتجفيف الآبار والينابيع، مما يؤثر سلباً على السكان المعتمدين على هذه الموارد.

- تدهور الأراضي الزراعية: يتسبب التصحر في فقدان التربة الزراعية وتراجع إنتاجية الأراضي الزراعية، مما يهدد الأمن الغذائي للمنطقة.

### مكافحة التصحر[4]
تعتبر مكافحة التصحر تحدياً كبيراً يواجهه الوطن العربي، وتشمل الجهود المبذولة ما يلي:
- التشجير وإعادة التوطين النباتي: يتضمن زراعة الأشجار والنباتات المتكيفة مع البيئات الجافة لمنع انتشار التصحر وتحسين تربية الأراضي.
- إدارة المياه واستدامة الموارد: يجب تحقيق استخدام مستدام للمياه وتعزيز فعالية استخدامها في الزراعة والشرب والصناعة.
- الوعي والتثقيف البيئي: يجب تعزيز الوعي بمخاطر التصحر وأهمية المحافظة على البيئة من خلال حملات توعية وبرامج تثقيفية.[5]